# Andreas Matyl
Andreas Matyl SVD (* 26. Februar 1900 in Tarnowitz (Oberschlesien); † 18. März 1943 in der Bismarcksee) war ein deutscher römisch-katholischer Ordensmann, Missionar und Märtyrer.

## Leben
Josef Matyl aus Tarnowitz (heute polnisch: Tarnowskie Góry), zwischen Oppeln und Tschenstochau, trat in den Orden der Steyler Missionare ein und nahm den Ordensnamen Andreas an. Er ging als Bruder im Glauben (nicht Priester) in die Papua-Neuguinea-Mission. Nach der Besetzung von Papua-Neuguinea durch japanische Invasionstruppen 1942 wurde er am 18. März 1943 zusammen mit Bischof Josef Lörks und zahlreichen weiteren Missionaren und Ordensschwestern auf dem Zerstörer Akikaze hingerichtet und ins Meer geworfen.

## Gedenken
Die Römisch-katholische Kirche in Deutschland hat Bruder Andreas Matyl als Märtyrer in das deutsche Martyrologium des 20. Jahrhunderts aufgenommen.